# Gai Papiri Carbó
|  | Per a altres significats, vegeu «Gai Papiri Carbó (desambiguació)». |

Gai Papiri Carbó (en llatí Caius Papirius Carbo) va ser un magistrat romà nascut el 164 aC. Era fill del pretor Gai Papiri Carbó (Caius Papirius Carbo). Formava part de la gens Papíria, i de la família Carbó, d'origen plebeu.
Era contemporani i amic dels Gracs. Va seguir a Tiberi Grac del que aparentment era amic i a la seva mort va ser nomenat al seu lloc com triumvir agrorum dividendorum i una mica després, el 131 aC, va ser elegit tribú del poble, període en què va presentar dues lleis: una, sobre la possibilitat de què els tribuns fossin reelegits tantes vegades com es cregués convenient, llei a la que s'hi va oposar amb força Escipió Africà i va ser defensada també per Gai Grac. I la lex Papiria tabellaria, que establia la votació per majoria en l'aprovació o derogació de les lleis. Durant el seu tribunat va seguir ocupant el càrrec de triumvir agrorum dividendorum. La dificultat del repartiment de terres segons la llei Sempronia agraria, provocava constants conflictes. Un dia Escipió Africà, cap del partit aristocràtic va ser trobat mort al llit i es va sospitar que Carbó l'havia fet matar o almenys que hi tenia alguna cosa a veure. I aquesta acusació sembla que no s'hauria fet sense fonament.
Després del tribunat va seguir mostrant-se com a amic i defensor dels Gracs fins a la mort de Gai Grac l'any 121 aC a mans de Luci Opimi, el cònsol, que va fer matar nombrosos amics dels Gracs. Al final del seu consolat Opimi va ser acusat de traïció pel tribú de la plebs Publi Deci. L'any 120 aC va ascendir Carbó al consolat, però ja s'havia canviat de partit i va portar la defensa d'Opimi. Va arribar a dir que la mort de Gai Grac havia estat un acte de justícia. Aquest canvi de postura va provocar el menyspreu tant dels patricis com dels plebeus, de manera que, com diu Ciceró, fins i tot el retorn al partit aristocràtic no li garantia la seva protecció. Els optimates no va poder oblidar que se sospitava que havia assassinat Escipió i esperaven el moment oportú per la venjança. L'any 119 aC l'orador Luci Licini Cras va presentar una acusació contra ell, però el càrrec exacte no es coneix. Quan Carbó va preveure que seria condemnat, es va suïcidar. Valeri Màxim afirma que va ser enviat a l'exili.
Papiri Carbó era un home de gran talent, i Ciceró lloa la força de la seva oratòria, encara que el tracta de persona d'abominable. No hi ha dubte que Carbó era una persona sense principis, i que es va adherir al partit del que esperava obtenir els majors avantatges.